# The Mosquito Control EP
The Mosquito Control EP (generalmente abbreviato in Mosquito Control) è il primo EP del gruppo musicale post-metal statunitense Isis, pubblicato il 28 ottobre 1998 dalla Escape Artist Records.

## Descrizione
Mosquito Control ha introdotto la prima tematica principale del gruppo: la zanzara.

### Registrazione
Questo EP contiene le ultime registrazioni del cantante Chris Mereschuk, ed è stato registrato senza il chitarrista Randy Larsen, che lasciò il gruppo poco prima di registrare questo extended play.
Il processo di registrazione di questo disco venne a costare solamente 600 dollari statunitensi, e durò per un tempo di circa tre e quattro giorni. Il primo mix venne ritenuto di avere una "qualità sonora insufficiente". In base a questo fattore, questo EP venne successivamente rimasterizzato nel 2002. Un'altra versione rimasterizzata venne pubblicata nel 2018 dalla Hydra Head Records, con nuovi artwork differenti da quelli originali.
Il brano Relocation Swarm contiene un dialogo campionato dall'ultimo episodio della seconda stagione della serie televisiva I segreti di Twin Peaks.

## Recensioni
| Recensione | Giudizio |
| ---------- | -------- |
| AllMusic   |          |

William York di AllMusic recensì il disco dandogli 3 stelle su 5, spiegando che il senso concettuale viene dato dai testi dei brani stessi, il cui principale tema è la zanzara. Il recensore ha anche affermato che il brano Hive Destruction dimostra la creazione dei riff da parte di questo gruppo al loro massimo potenziale.

## Tracce
Testi di Chris Mereschuk, musiche di Aaron Turner, Aaron Harris e Jeff Caxide.
1. Poison Eggs – 6:42
2. Life Under the Swatter – 5:50
3. Hive Destruction – 4:09
4. Relocation Swarm – 11:47

Durata totale: 28:28

## Formazione
- Jeff Caxide – basso elettrico
- Aaron Harris – batteria
- Chris Mereschuk – voce
- Aaron Turner – chitarra elettrica, voce, grafica